# Bratton (Shropshire)
Bratton – osada w Anglii, w hrabstwie Shropshire, w dystrykcie (unitary authority) Telford and Wrekin. Leży 12,6 km od miasta Newport, 14,1 km od miasta Shrewsbury i 215,4 km od Londynu. Bratton jest wspomniana w Domesday Book (1086) jako Brochetone.